# Vale jezik
Vale jezik (ISO 639-3: vae), jedan od dva vale jezika, šire skupine sara (nilsko-saharska porodica), kojim govori oko 5 400 ljudi (1996) u podprefekturama Batangafo, Kabo i Kaga Bandoro u Srednjoafričkoj Republici.
Postoje dva dijalekta vale i tana (tane, tele). Dvojezičnost u jeziku sango.

## Vanjske poveznice
- Ethnologue (14th)
- Ethnologue (15th)